# JDS Ōnami
Pour les articles homonymes, voir Ōnami.
Le JDS Ōnami (en japonais おおなみ) est le deuxième navire de la classe Takanami de destroyers de la Force maritime d'autodéfense japonaise (JMSDF).
Le Ōnami a été autorisé dans le cadre du plan de renforcement de la défense à moyen terme de 1996 et a été construit par le chantier naval Mitsubishi Heavy Industries à Nagasaki. Sa quille a été posée le 17 mai 2000 et il a été lancé le 20 septembre 2001. Il a été mis en service le 13 mars 2003. et a été initialement affecté à la flottille d’escorte JMSDF 1 basée à Yokosuka.

## Service
Le Ōnami, ainsi que le destroyer Chōkai et le navire ravitailleur Hamana, ont été affectés dans l’océan Indien en novembre 2004 pour fournir une assistance au Groupe japonais de reconstruction et de soutien à l’Irak. Il est retourné au Japon en mars 2005.
Le Ōnami a participé aux exercices navals conjoints Malabar 2007 dans le golfe du Bengale en septembre 2007 avec le destroyer Yudachi. En juillet 2009, il a participé à des exercices navals conjoints en mer du Japon avec un certain nombre de navires de guerre de la marine de la Corée du Sud.
Le 4 décembre 2009, le Ōnami est impliqué dans une collision avec le destroyer Sawagiri au large des côtes de la préfecture de Kōchi, mais il peut rentrer au port par ses propres moyens.
En janvier 2010, le Ōnami, avec le Sawagiri, a été envoyé à Aden, au Yémen, pour participer à des opérations d’escorte anti-piraterie au large des côtes somaliennes. Environ 2 000 navires marchands ayant des liens avec le Japon, battant pavillon japonais ou exploités par des entreprises japonaises, traversent chaque année cette zone de navigation très fréquentée. Le destroyer faisait partie de la quatrième rotation de navires de la JMSDF patrouillant dans cette région. Il a effectué 32 sorties, escortant 283 navires marchands, et il est retourné au Japon le 2 juillet 2010.
Ce navire était l’un des nombreux navires de la flotte JMSDF participant aux secours en cas de catastrophe après le tremblement de terre et le tsunami du Tōhoku de 2011.
Le 11 octobre 2011, il a de nouveau été envoyé à Aden, avec son sister-ship Takanami, pour reprendre les opérations d’escorte anti-piraterie au large des côtes somaliennes. Le contexte de ce déploiement prolongé au large de la Corne de l'Afrique était la « Loi sur la pénalisation des actes de piraterie et les mesures contre les actes de piraterie (Loi sur les mesures de lutte contre la piraterie) ». Il est retourné à Yokosuka le 12 mars 2012.
Le 9 juin 2012, le Ōnami a participé à JIMEX 12, le premier exercice naval entre la JMSDF et la marine indienne, qui s’est tenu dans la baie de Sagami, et a commémoré 60 ans de relations diplomatiques entre l’Inde et le Japon.

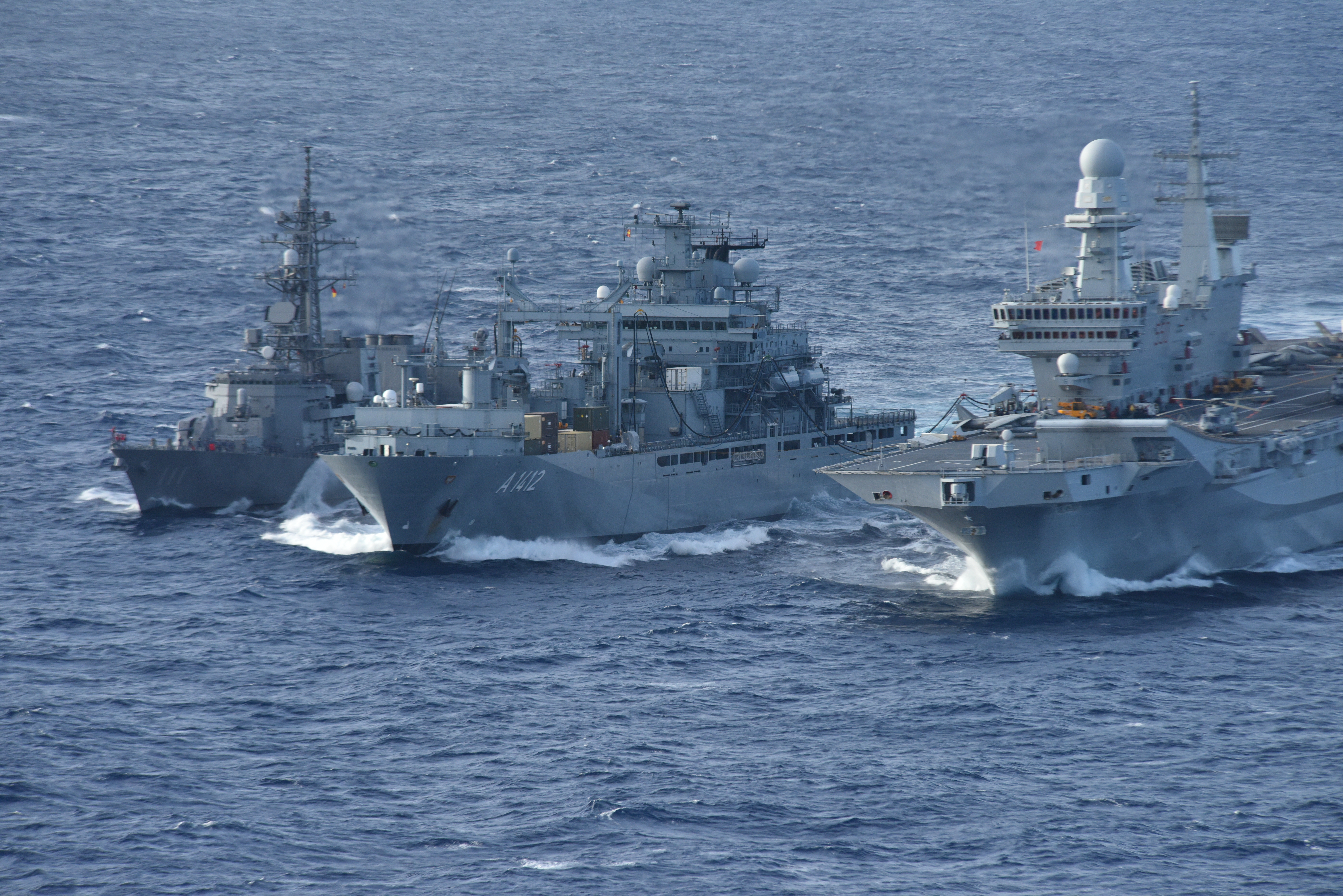
Le Onami, le Cavour et le Frankfurt Am Main lors de Noble Raven 24.

En 2024 la participation à Noble Raven 24, 27 au 29 août 2024, exercice conjoint qui comprend :
- JS IZUMO, JS ONAMI, sous-marin, P-1
- HMAS Sydney (DDG 42)
- Bretagne (frégate)
- Baden-Württemberg (F-222), Frankfurt Am Main (A-1412)
- Cavour, Alpino (F594), Raimondo Montecuccoli[7].